# Кайседо, Луис
Луис Альберто Кайседо Медина (исп. Luis Alberto Caicedo Medina; род. 11 мая 1992, Гуаякиль) — эквадорский футболист, защитник клуба «Хувентуд Италиана» и сборной Эквадора.

## Клубная карьера

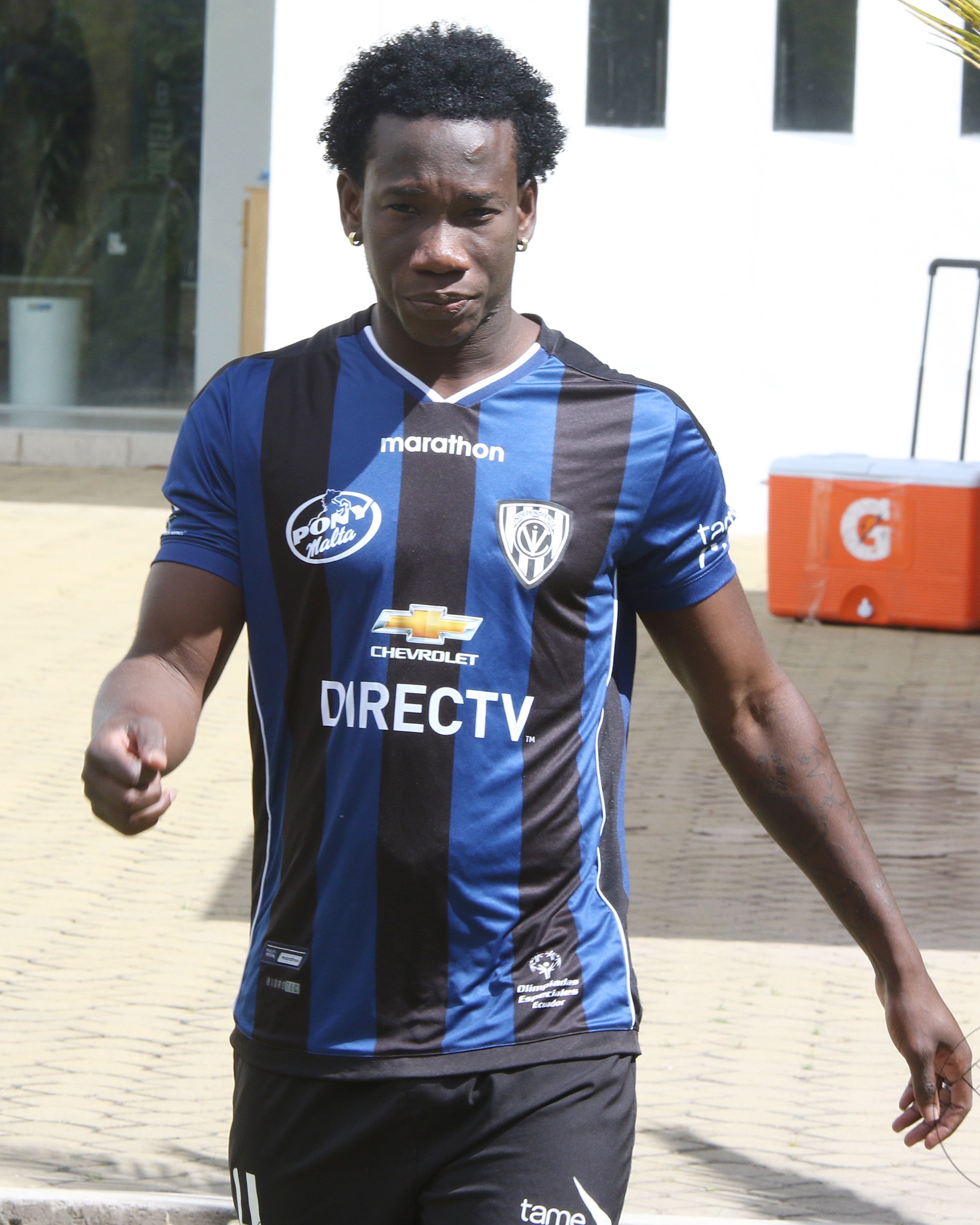
Кайседо в форме «Индепендьенте дель Валье»

Кайседо — воспитанник клуба «Индепендьенте дель Валье». 23 ноября 2010 года в матче против «Эмелека» он дебютировал в эквадорской Примере. 14 июня 2012 года в поединке против «Макары» Луис забил свой первый голы за «Индепендьенте». В 2016 году в матчах Кубка Либертадорес против парагвайского «Гуарани» и аргентинского «Бока Хуниорс» Кайседо забил по голу. В том же году впервые в истории Джефферсон помог клубу выйти в финал Кубка Либертадорес.
В начале 2017 года Кайседо перешёл в бразильский «Крузейро». 5 февраля в матче против Лиги Минейро против «Трикордиано» он дебютировал за новый клуб.
Летом того же года Луис вернулся на родину, подписав контракт с «Барселоной» из Гуаякиль. 13 августа в матче против «Клан Хувениль» он дебютировал за новую команду.

## Международная карьера
6 октября 2016 года в матче отборочного турнира чемпионата мира 2018 против сборной Чили Орехуэла дебютировал за сборную Эквадора.

## Достижения
- Обладатель Кубка Эквадора (1): 2018/19
- Обладатель Суперкубка Эквадора (1): 2021
- Чемпион Кубка Бразилии (1): 2017
- Финалист Кубка Либертадорес (1): 2016